# Mains en l'air

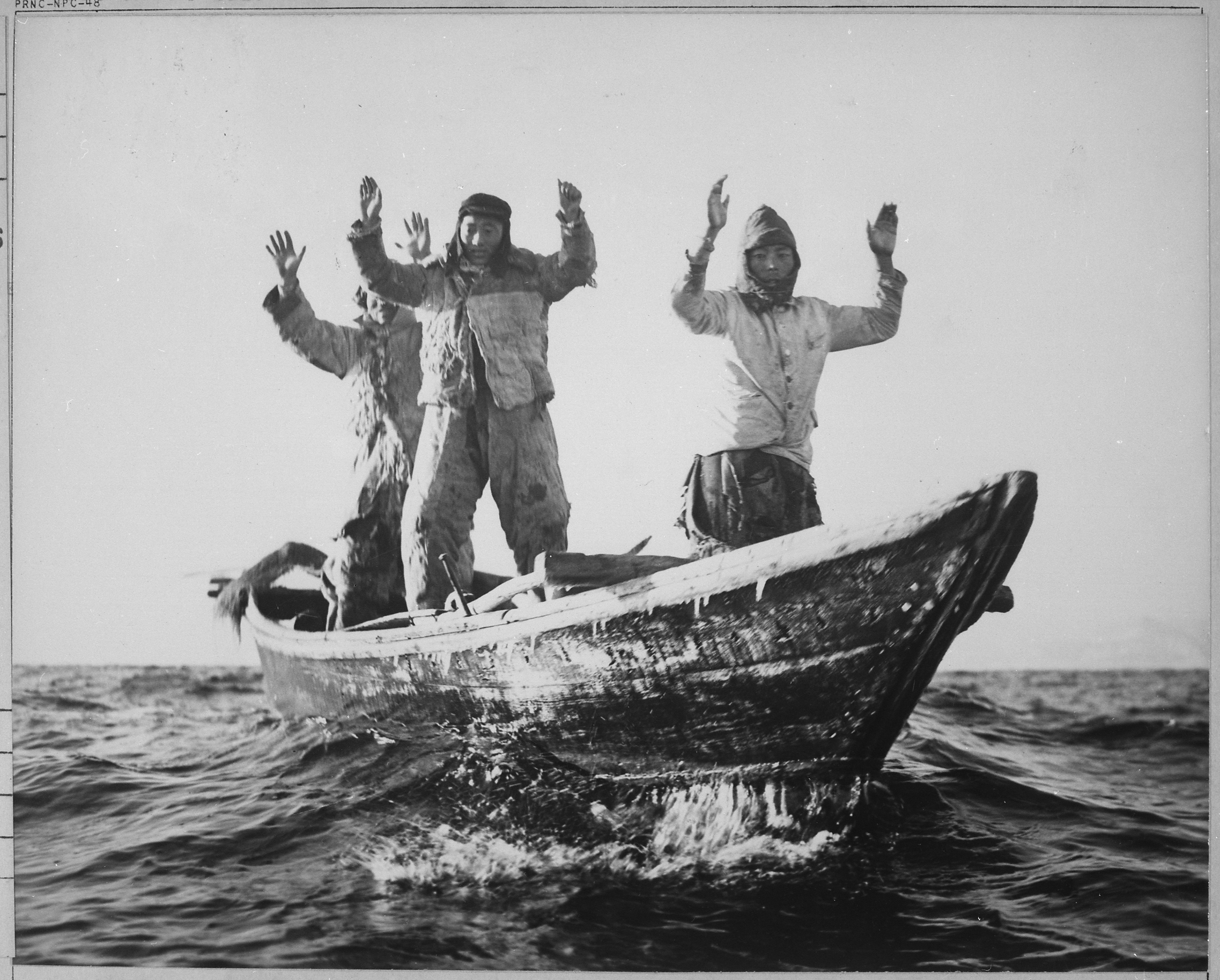
Trois communistes coréens les mains en l'air dans une embarcation arraisonnée par l' le 10 mai 1951.

Les mains en l'air est une position adoptée par une personne cherchant à manifester à un tiers qui la regarde qu'elle n'entend pas faire usage d'une arme qu'elle pourrait avoir en sa possession. Elle consiste à lever les bras pour porter les mains, généralement entièrement ouvertes et tournées vers l'avant, à hauteur de la tête ou au-delà. Une variante consiste à placer les mains jointes derrière la tête, doigts croisés.
Cette posture est souvent imposée par des soldats à des ennemis faits prisonniers, par les forces de l'ordre à des individus qu'elles s'apprêtent à interpeller ou encore par les braqueurs à leurs victimes. On crie parfois, pour forcer quelqu'un à l'adopter, l'interjection « les mains en l'air ! », ou encore « haut les mains ! ».